# Confidence Man (Izgubljeni)
Confidence Man je osma epizoda prve sezone televizijske serije Izgubljeni. Režirao ju je Tucker Gates, a napisao Damon Lindelof. Prvi puta se emitirala 10. studenog 2004. godine na televizijskoj mreži ABC. Glavni lik radnje epizode je James "Sawyer" Ford (Josh Holloway). 

## Radnja

### Prije otoka
Sawyer se nalazi u krevetu s mladom ženom, Jessicom (Kristin Richardson). Nakon što joj objavi ljubav, ona shvaća da on kasni na sastanak. Dok se užurbano sprema za odlazak, slučajno se otvara kofer u kojem se nalaze tisuće dolara za koje joj on tvrdi da ih nije trebala vidjeti. Nakon toga joj kaže kako se ide naći s nekim kome će dati novac za odličnu investiciju i u roku od dva tjedna utrostručiti suloženi iznos na što Jessica odgovara da ona može doći do novca njezinog supruga i da mogu podijeliti konačni profit. Kasnije saznajemo da je Sawyer zapravo prevarant koji duguje novac Kilu (Billy Mayo), a koji ga traži povrat dugovanja u roku od jednog dana. Sawyer odlazi do Jessice kako bi finalizirao dogovor, ali se predomisli u posljednji trenutak kada iz jedne od soba kuće izađe mali dječak. Odjednom odustaje od prevare, ostavlja torbu s novcem i bježi iz kuće.

### Na otoku
Deveti je dan nakon zrakoplovne nesreće, 30. rujna 2004. godine, a na plaži Sawyer ulovi Boonea Carlylea (Ian Somerhalder) koji mu prekopava po stvarima dok Jack Shephard (Matthew Fox) pomaže ozlijeđenom Sayidu Jarrahu (Naveen Andrews). Sayid mu govori za svoj neuspjeh s antenom i uništenje prijamnika od strane njegovog napadača.
Kasnije Shannon Rutherford (Maggie Grace) u pećine dolazi sa svojim ozlijeđenim bratom Booneom tvrdeći da ga je Sawyer prebio. Boone objašnjava Jacku da Shannon ima problema s astmom te da su svi uvjereni da se kod Sawyera nalaze potrebni lijekovi. Jack neuspješno zatraži lijekove od Sawyera, a nakon što Kate Austen (Evangeline Lilly) učini isto on joj govori da će joj ih dati ako ga ona poljubi. Kate mu ne vjeruje i umjesto toga ispituje ga za pismo koje Sawyer neprestano čita. On joj kaže da pročita pismo na glas; pismo je naslovljeno na "gospodina Sawyera", a u njemu piše da je Sawyer spavao s majkom autora pisma i da ju je prevario za novac što je rezultiralo ubojstvom njegove majke i samoubojstvom oca.
Dok Sayid i John Locke (Terry O'Quinn) raspravljaju o tome tko je napao Sayida, Locke ukazuje na mogućnost da je to bio Sawyer budući je on jedini koji se vrlo dobro samostalno snalazi na otoku te također otvoreno izražava svoju antipatiju prema Sayidu. U međuvremenu Shannon započinje mučiti astma. Jack još jedanput pokuša zatražiti lijekove od Sawyera, ali ovaj ne popušta. Uskoro Jack dopušta Sayidu da veže Sawyera za drvo i muči ga nakon čega ostali preživjeli saznaju što je Sayid radio prije dolaska na otok. U konačnici Sawyer pristaje dati lijekove, ali samo pod uvjetom da ih da Kate i samo pod uvjetom da ga ona poljubi. Kate na to nevoljko pristaje i nakon što se njih dvoje poljube, Sawyer otkriva da on zapravo nema lijekove koji su potrebni Shannon. Kate mu opali šamar, a Sayid ga napada i ozlijedi, pogodivši mu arteriju. Jack dolazi kako bi zaustavio krvarenje i spasio mu život.
Sljedećeg dana, 1. listopada 2004. godine Sawyer se budi, zamotane ruke. Kate se nalazi blizu njega i govori mu da je otkrila da pismo nije napisao on, već netko drugi. On joj otkriva da mu je prevarant uništio život i da je on sam postao prevarant te uzeo nadimak Sawyer. Uzima joj svoje pismo i govori joj da ga ne sažalijeva te ode.
Unatoč molbama Kate, Sayid odluči samostalno otići istraživati otok kako bi se pomirio s onim što je napravio Sawyeru. U međuvremenu Sun-Hwa Kwon (Yunjin Kim) pomaže Shannon u vezi njezinih problema s disanjem. Charlie Pace (Dominic Monaghan) nagovori Claire Littleton (Emilie de Ravin) da dođe u pećine. Sawyer pokuša spaliti pismo koje nosi sa sobom, ali shvati da to još uvijek ne može učiniti.

## Razvoj epizode
Epizda Confidence Man napisana je kako bi se humanizirao lik Sawyera i postavio ljubavni trokut između njega, Kate i Jacka. Epizoda je također pokazala i moralnu dvoličnost likova o kojima se otkriva više; oni koji su u početku predstavljeni kao heroji rade ne baš tako junačke stvari (Jack prebije Sawyera i u konačnici traži od Sayida da ga muči), dok se za one koji su se isprva činili kao negativcima prikazani u puno pozitivnijem svjetlu (Sawyerova prošlost).

## Priznanja
Epizodu Confidence Man gledalo je 18.44 milijuna Amerikanaca. Chris Carabott iz IGN-a napisao je da je epizoda "odlično napisana; radi se o karakternoj epizodi koja radi odličan posao u postavljanju Sawyera u središte pažnje"; također je spomenuo i izvrsnu glumu Josha Hollowaya: "Uspjeh ove epizode počinje i završava s Joshom Hollowayem. Do sada smo znali da je on odličan u ulozi Sawyera kao "tvrdog momka", ali sada nam mora prodati više slojeva svoga lika i dati nam do znanja da je i on ljudsko biće koje mrzi samoga sebe zbog toga što je posao čovjek koji je uništio njegovu obitelj. Holloway uspijeva izgraditi takav lik koji se kroz epizodu brzo otkriva poput njegove strašne, mračne tajne". Također nadodaje: "Holloway radi odličan posao tijekom Sawyerovog gnušanja dok shvaća što zapravo radi." Uz sve to Carabott ističe: "Sawyerova veza s Kate dolazi kao osvježenje nakon što su nam naglo utrpali vezu između Kate i Jacka. Kolikogod se Jack i Kate čine boljim parom, Sawyer i Kate dijele puno više kemije. Vidljivo je da njih dvoje dijele puno dublju vezu i da Sawyer puno bolje i dublje shvaća lik Kate nego što će Jack to ikada moći." Dao je ocjenu epizodi 8.4/10.

## Vanjske poveznice
- "Confidence Man"[neaktivna poveznica] na ABC-u